# Erich Beyreuther
Walter Hans Erich Beyreuther (* 23. Mai 1904 in Oberröslau; † 7. Januar 2003 in Schriesheim) war ein deutscher evangelischer Pfarrer, Kirchenhistoriker und Professor für Kirchengeschichte mit Schwerpunkt Pietismus.

## Leben
Erich Beyreuther, geboren in Bayern, bezog 1926 die Universität Leipzig, um Evangelische Theologie zu studieren. Das Studium schloss er 1932 ab und wurde Vikar. 1938 heirateten er und Ilse Bäuerle. Das Ehepaar hatte drei Kinder, darunter den späteren Biochemiker und Molekularbiologen Konrad Beyreuther (* 1941) und den Physiker und Mediziner Christian Beyreuther. Ab 1931 war Erich Beyreuther Pfarrer und betreute teils bis zu vier Gemeinden. Dies mag ihn daran gehindert haben, eine akademische Laufbahn einzuschlagen.
1946 wurde Beyreuther Pfarrer in Stürza. Die Universität promovierte ihn fünf Jahre danach zum Doktor der Theologie. Die Dissertation trägt den Titel Bartholomäus Ziegenbalg, Theologie und Sendungsbewußtsein. 1953 habilitierte er sich mit der Arbeit August Hermann Francke und die Ökumene und erhielt im Folgejahr einen Lehrauftrag für Kirchengeschichte an der Theologischen Fakultät der Universität Leipzig.
Den Lehrauftrag und das Pfarramt hatte Beyreuther bis 1956 inne. In diesem Jahr stellte ihn die Fakultät als Dozenten für die Geschichte von Religion und Kirche ein. Einen Forschungsauftrag der Deutschen Forschungsgemeinschaft erhielt er 1960. Einen eigenen Lehrstuhl aber konnte er wegen der Verhältnisse in der DDR nicht erhalten. Deswegen und weil er in den Schmutzler-Prozess verwickelt war, verließ er 1962 Leipzig und wurde Privatdozent für Kirchengeschichte an der Universität Erlangen, im Folgejahr dann zum außerplanmäßigen Professor der Universität Erlangen-Nürnberg befördert.
Beyreuther war 1968 Gastprofessor an der Universität München, im nächsten Jahr gab er die Erlanger Stelle auf. Sein Wohnort wurde nun Feldkirchen in Oberbayern. 1987 erhielt er das Verdienstkreuz am Bande des Verdienstordens der Bundesrepublik Deutschland. Er verstarb 2003 im Alter von 98 Jahren.

## Wirken
Beyreuther befasste sich mit dem Protestantismus im Barock und Rokoko und galt als sehr bekannt auf diesem Fachgebiet. In seiner Dissertation und der Habilitationsschrift arbeitete er die weltweiten Beziehungen des Pietismus heraus. Er befasste sich unter anderem mit Nikolaus Ludwig von Zinzendorf und schrieb über ihn eine Biografie in drei Teilen. Auch schrieb er ein Werk über Philipp Jacob Spener. Beide Werke machten ihn bekannt. 1978 sammelte er mehrere Arbeiten zum Pietismus und veröffentlichte sie im Sammelwerk Geschichte des Pietismus.

## Schriften (Auswahl)
- Bartholomäus Ziegenbalg – Bahnbrecher der Weltmission. 1955.
- August Hermann Francke. 1956.
- August Hermann Francke und die Anfänge der ökumenischen Bewegung. 1957.
- Der junge Zinzendorf. Marburg an der Lahn 1957.
- Zinzendorf und die sich allhier zusammenfinden. 1959.
- Zinzendorf und die Christenheit. 1961.0
- Studien zur Theologie Zinzendorfs. 1962.
- Geschichte der Diakonie und Inneren Mission in der Neuzeit. Berlin 1962 (und 1983).
- als Mitherausgeber: Nikolaus Ludwig von Zinzendorf, Schriften. 1962 ff.
- Selbstzeugnisse August Hermann Franckes. 1963.
- Die geschichtliche Aufgabe des Pietismus in der Gegenwart. 1964.
- Philipp Jacob Spencer Pia desideria – Programm des Pietismus. 1964.
- Zinzendorf in Selbstzeugnissen und Bilddokumenten. 1965.
- Die Geschichte des Kirchenkampfes in Dokumenten – 1933–1945. 1966.
- Kirche in Bewegung – Geschichte der Evangelisation und Volksmission. 1968.
- Der Weg der Evangelischen Allianz in Deutschland. 1969.
- als Hrsg.: Pierre Bayle, Historisches und kritisches Wörterbuch. 1974 ff.
- als Hrsg.: Friedrich Christoph Oetingers Schriften. 1977 ff.
- Geschichte des Pietismus. 1978.
- als Hrsg.: Philipp Jacob Spener, Schriften. 1979 ff.
- Frömmigkeit und Theologie. Gesammelte Aufsätze. 1979.
- Die Herrnhuter Losungen und ihre Entstehungsgeschichte. 1980.
- als Hrsg.: S. J. Baumgartens Antworten auf Siegfrieds Bescheidene Beleuchtung (= Antizinzendorfiana. Band 1). 1981.
- als Hrsg.: Aus den Freien Reichstädten Hamburg, Lübeck, Frankfurt und der ehemaligen Reichstadt Straßburg (= Antizinzendorfiana. Band 2). 1982.
- Die grosse Zinzendorf-Trilogie. Marburg 1988.
- Ludwig Hofacker. Wuppertal 1988.
- Nikolaus Ludwig von Zinzendorf. Selbstzeugnisse und Bilddokumente. Eine Biographie. Gießen/Basel 2000.
- Studien zur Theologie Zinzendorfs. Gesammelte Aufsätze. Hildesheim/Zürich/New York 2000.